# Caldonazzo
Caldonazzo – miejscowość i gmina we Włoszech, w regionie Trydent-Górna Adyga, w prowincji Trydent.
Według danych na rok 2004 gminę zamieszkiwały 2763 osoby, 131,6 os./km².